# سرخیو اگوزا
سرخیو اگوزا (انگلیسی: Sergio Aguza؛ زادهٔ ۲ سپتامبر ۱۹۹۲) بازیکن فوتبال اهل اسپانیا است.
از باشگاه‌هایی که در آن بازی کرده‌است می‌توان به باشگاه فوتبال رئال مادرید سی، باشگاه فوتبال پومفرادینا، باشگاه فوتبال میلتون کینز دونز، و باشگاه فوتبال رئال مادرید اشاره کرد.